# Ryszard Bugajski
Ryszard Bugajski (Varsó, 1943. április 27. – Varsó, 2019. június 7.) lengyel filmrendező, forgatókönyvíró.

## Filmjei
- Maraton (tv-dokumentumfilm, forgatókönyvíró is)
- Paul (1974, tv-film)
- Smak muzyki (1976, tv-rövidfilm)
- Bariera (1976, tv-film)
- Kobieta i kobieta (1980, forgatókönyvíró is)
- Zajęcia dydaktyczne (1980, tv-film, forgatókönyvíró is)
- Alfred Hitchcock Presents (1987, tv-sorozat, két epizód)
- Alkonyzóna (The Twilight Zone) (1985–1989, tv-sorozat, öt epizód)
- T&T (1989, tv-sorozat, egy epizód)
- The Hitchhiker (1989, tv-sorozat, egy epizód)
- Kihallgatás (Przesłuchanie) (1989, forgatókönyvíró is)
- Saying Goodbye (1990)
- E.N.G. (1990, tv-sorozat, egy epizód)
- 2. Saying Goodbye (A Promise Broken) (1990)
- Clearcut (1991)
- Gracze (1995)
- Za a Przeciw (1997, tv-film)
- Dzieci Witkacego (2001, dokumentum tv-sorozat, forgatókönyvíró is)
- W kogo ja się wrodziłem? (2002, tv-film, forgatókönyvíró is)
- Na Wspólnej (2003, tv-sorozat)
- Tak czy nie? (2003, tv-film, forgatókönyvíró is)
- Solidarnosc, Solidarnosc... (2005, forgatókönyvíró is)
- Teatr telewizji (1997–2006, tv-sorozat tíz epizód, ebből négynek a forgatókönyvírója is)
- Nil tábornok (Generał Nil) (2009, forgatókönyvíró is)
- Zárt rendszer (Układ zamknięty) (2013)
- Zaćma (2016, forgatókönyvíró is)